# Ашимова, Динара Ашимовна
Ашимова Динара Ашимовна  (род. 3 февраля 1973, село Кызыл-Коргон, Ошская область) — депутат Жогорку Кенеша Кыргызской Республики VII созыва от политической партии «Ыйман Нуру» (с 2021 года). Была председателем Комитета по социальной политике (с января 2022 года по май 2022 года). Член Комитета по правопорядку, борьбе с преступностью и противодействию коррупции (с мая 2022 года).

## Биография

### Детство
Родилась 3 февраля 1973 года в селе Кызыл-Коргон Алайского района Ошской области Киргизской ССР.

### Образование
Имеет два высших образования и одно академическое образование. В 1995 году завершила обучение на юридическом факультете Кыргызского национального университета, в 2008 году успешно закончила учёбу на факультете государственного управления Академии управления при Президенте Кыргызской Республики. В 2010 году окончила аспирантуру Академии управления при Президенте Кыргызской Республики по специальности "политология".

### Трудовая деятельность
С 1996 по 1997 годы работала юристом в государственном предприятии "Сортсемовощ". С 1997 по 2001 годы трудилась прокурором отдела, начальником отдела по надзору за исполнением законов в прокуратуре Джалал-Абадской области. С 2002  по 2005 годы работала старшим прокурором отдела по надзору за исполнением законов в прокуратуре Ошской области. С 2005 по 2006 годы трудилась в должности старшего прокурора управления ГП КР по борьбе с отмыванием преступных доходов в Генеральной прокуратуре Кыргызской Республики. С 2006 по 2007 годы — заместитель прокурора Первомайского района города Бишкека. С 2007 по 2008 годы — заместитель прокурора Ленинского района города Бишкека. С 2008 по 2015 годы — старший прокурор отдела, заместитель начальника отдела по борьбе с коррупцией и надзору за исполнением законов в прокуратуре Чуйской области.
С 2011 года — Президент Федерации кыргызских национальных конных боевых искусств.
В 2016 году работала управляющим партнёром, адвокатом в юридической компании ОсОО "Глобал консалтинг".
В ноябре 2021 года избрана депутатом VII созыва Жогорку Кенеша Кыргызской Республики от политической партии «Ыйман Нуру». С января по май 2022 года являлась Председателем Комитета по социальной политике. С мая 2022 года член Комитета по правопорядку, борьбе с преступностью и противодействию коррупции.

### Семья
Замужем. Мать троих детей.